# Bubblegum pop
Bubblegum pop, također poznat kao bubblegum rock ili jednostavno bubblegum, žanr je pop glazbe. Glavne odlike bubblegum popa su plesni ritmovi, lako pamtljive melodije, jednostavne strukture od tri akorda i ponavljajući riffovi na gitari. Svojstveni su mu i jednostavni tekstovi, tematski usredotočeni na ljubav i udvaranje. Bubblegum pop je sličan bubblegum danceu (podžanru eurodancea) s kojim dijele vesele teme i pamtljive melodije.

## Vanjske poveznice
- Bubblegum-Music.com
- The Classic Bubblegum Music Page